# Sympistis ptah
Sympistis ptah là một loài bướm đêm thuộc họ Noctuidae. Loài này có ở New Mexico.
Sải cánh dài khoảng 31 mm.